# Fiat 128
Fiat 128 este un automobil de familie de dimensiuni reduse, echipat cu motor transversal și tracțiune față, fabricat și comercializat de către Fiat între anii 1969 și 1985. Modelul era disponibil în variantele sedan cu două sau patru uși, station wagon cu trei sau cinci uși, precum și coupé cu două sau trei uși. Motorul a fost proiectat de celebrul inginer Ferrari Aurelio Lamperdi.
Principala caracteristică a modelului 128 a fost spațiul relativ generos atât pentru pasageri, cât și pentru bagaje, un aspect posibil datorită unei inovații revoluționare în ceea ce privește dispunerea motorului și a tracțiunii față. Această configurație a devenit ulterior o dispunere adoptată de aproape toți producătorii auto din lume pentru mașinile cu tracțiune față. Fiat a subliniat în publicitatea sa faptul că elementele mecanice ocupau doar 20% din volumul total al vehiculului.
Modelul 128 a fost desemnat Mașina Europeană a Anului în 1970, și a fost remarcat în continuare de presă de mai multe ori de-a lungul perioadei sale de producție: în testele revistei Road & Track, Fiat 128 a depășit Datsun B210, Toyota Corolla, Mazda 808 și Subaru DL, dar a rămas în urma VW Golf (care a intrat în producție în 1974, la cinci ani după 128) și Honda Civic.
Giorgetto Giugiaro a remarcat că în 1970, Volkswagen a demontat complet un Fiat 128, recunoscându-l ca o referință pentru viitorul model Golf.
Fiat a inclus în publicitatea sa faptul că chiar și Enzo Ferrari a condus un Fiat 128 ca vehicul personal.
Pentru a produce noul model 128, Fiat a construit o uzină complet nouă în Rivalta, la nord-vest de Torino. În total, în Italia au fost fabricate 2.776.000 de sedanuri și break-uri, împreună cu 330.800 de coupe-uri și modele cu trei uși.
În anul 2012, jurnalistul auto Jamie Kitman l-a numit pe modelul 128 un „pionier al mașinilor mici pe care le conducem astăzi”, recunoscând astfel influența sa semnificativă asupra mașinilor moderne de dimensiuni reduse.

## Inovația în privința transmisiei frontale
Tracțiunea față fusese introdusă anterior de către BMC (British Motor Corporation) pe mașinile mici și accesibile, mai întâi cu modelul Mini în 1959, apoi cu seria mai mare 1100/1300 în 1962. 
La mijlocul anilor '60, Fiat a început să proiecteze o nouă mașină care să concureze cu aceste modele. Proiectul inițial al lui Alec Issigonis pentru BMC prevedea o configurație în care transmisia și motorul să împartă o singură carteră de ulei, în ciuda cerințelor diferite de lubrifiere. De asemenea, radiatorul motorului era plasat în lateral, departe de fluxul de aer proaspăt, atrăgând în schimb aer încălzit peste motor. Această dispunere a generat dificultăți în întreținerea ambreiajului, necesitând adesea demontarea motorului pentru a se efectua lucrările de întreținere.
Aranjamentul utilizat de Fiat în modelul 128 prezenta mai multe diferențe semnificative. Concepția realizată de Dante Giacosa includea un motor montat transversal, cu arbori de transmisie de lungime inegală și un mecanism inovator de eliberare a ambreiajului. Acest aranjament fusese testat strategic de către Fiat pe un model de serie anterioară, Autobianchi Primula, întrucât era mai puțin critic pentru piață.
Acest aranjament permitea amplasarea motorului și a cutiei de viteze unul lângă celălalt fără a împărți lichidul de lubrifiere. În același timp, un ventilator de răcire controlat electric direcționa fluxul de aer proaspăt. Fiat a utilizat modelul Primula ca o platformă de testare și a reușit să rezolve eficient dezavantajele acestei configurații, inclusiv transmiterea inegală a puterii de la o parte la alta, uzura neuniformă a pneurilor și potențialul de direcționare a cuplului în timpul accelerărilor puternice.
Aranjamentul compact și eficient, cu motorul montat transversal și transmisia amplasată lângă motor, care acționa roțile din față prin intermediul unei transmisii finale decalate și a arborilor de transmisie de lungime inegală, a devenit ulterior o practică comună în rândul producătorilor auto și, fără îndoială, un standard în industrie.
Acest aranjament a fost suficient de versatil încât Fiat l-a adaptat ulterior pentru a utiliza transmisia într-o configurație cu motor central pentru modelul Fiat X1/9. 

## Design

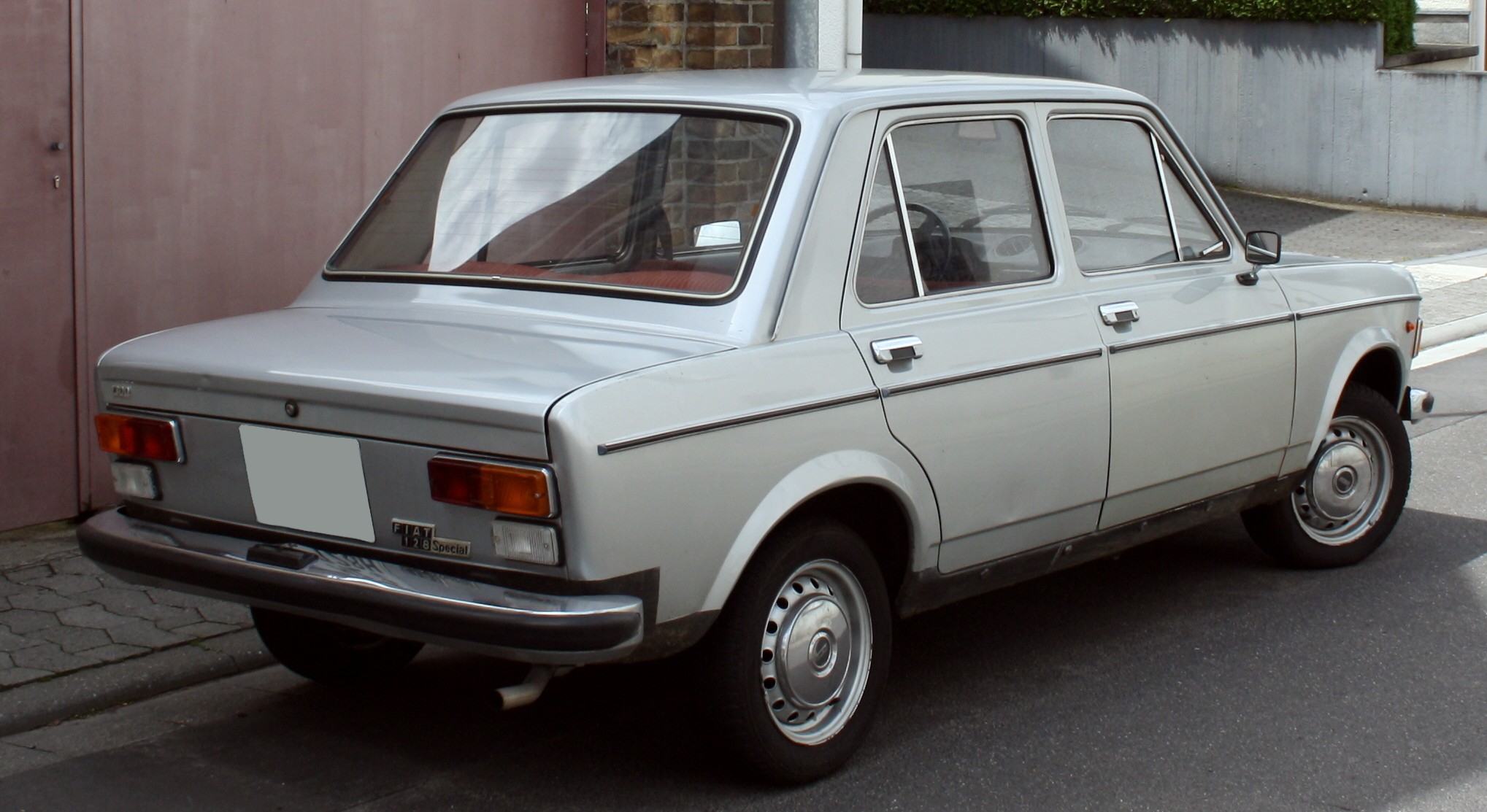
Fiat 128 Special

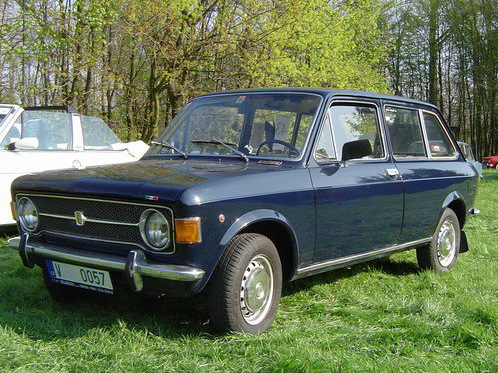
Fiat 128 Familiare (break cu 3 uși)

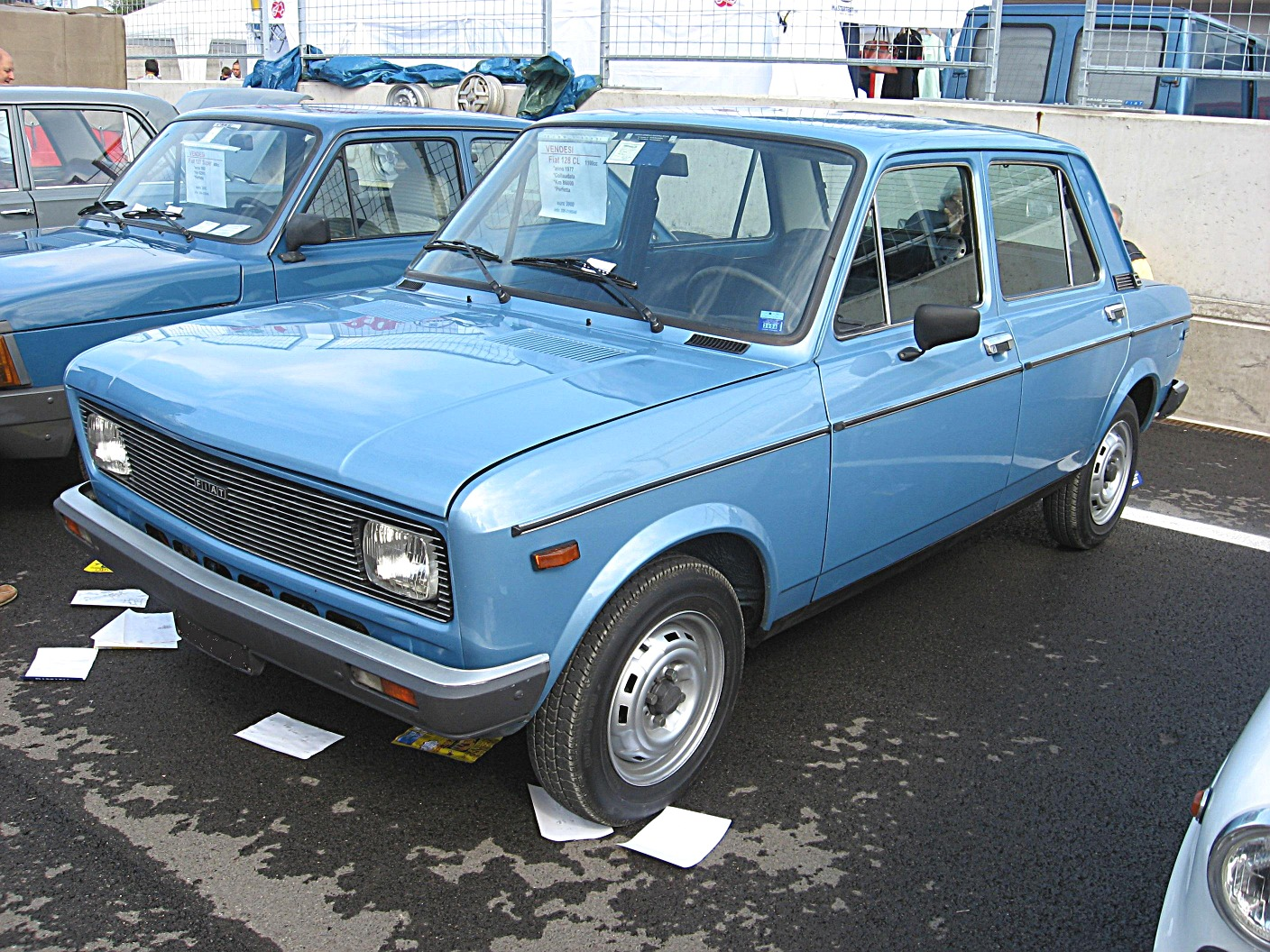
A doua serie (1976) Fiat 128 cu faruri rectangulare.

Noul motor Fiat SOHC (Single Overhead Cam) de 1,1 litri, dezvoltat de renumitul proiectant de motoare, Aurelio Lampredi, prezenta un bloc de motor din fier cuplat cu un cap de motor din aluminiu. Acesta era echipat cu un arbore cu came în cap, acționat printr-o curea, și producea o putere de 49 CP.
Modelul 128 avea un stil similar cu modelele Fiat 124 și 125 și includea următoarele caracteristici: direcție cu cremalieră și pinion, anvelope radiale Pirelli 145R13 Cinturato sau 145R13 Michelin ZX, frâne pe disc în față, suspensie spate independentă cu un arc cu foi transversale și o suspensie față de tip strut, cu o bară stabilizatoare integrată.
Inițial, gama modelului 128 cuprindea versiuni sedan cu două sau patru uși. Totuși, la Salonul Auto de la Torino din 1970, a fost introdus în gamă și un model break cu trei uși, denumit „Familiare”. La lansarea inițială, mașina era disponibilă doar cu un motor de 1116 cmc, dar în 1971 a fost lansată versiunea 128 Rally cu două uși, echipată cu un motor de 1.290 cmc. Tot în același an, la Salonul Auto de la Torino, a fost prezentat și modelul Sport Coupé, care avea o caroserie coupé complet nouă, construită pe o platformă mai scurtă a modelului 128. La lansare, acesta era disponibil cu ambele motoare existente în gama 128.
În 1972, gama 128 a primit un facelift, cu o grilă revizuită. În 1974, a fost introdus modelul 128 Special, care folosea motorul Rally și avea o caroserie sedan cu patru uși. În 1975, modelul Sport Coupé a fost înlocuit de modelul 128 3P (cu 3 uși) Berlinetta. În 1976, gama a suferit modificări estetice, incluzând noi bare de protecție, faruri dreptunghiulare, faruri spate și planșă de bord, iar motoarele au suferit și ele unele modificări. În acest moment, versiunea break a primit denumirea de "Panorama".
Producția tuturor modelelor 128, cu excepția versiunii de bază cu motor de 1.100 cmc, s-a încheiat în 1979, după introducerea modelului Fiat Ritmo/Strada în 1978. În 1980, producția versiunii break cu trei uși, Panorama, a fost întreruptă, iar producția modelului 128 a fost definitiv oprită în 1985.

## Test stradal
În aprilie 1970, revista britanică „Motor” a testat un Fiat 128 la scurt timp după lansarea sa în Marea Britanie. Mașina a demonstrat o viteză maximă de 137,4 km/h și o accelerație de la 0 la 97 km/h în 15,5 secunde. Consumul mediu de combustibil a fost înregistrat la 10,3 L/100 km. Comparativ cu Morris 1300, contemporanul său, Fiat 128 avea o viteză maximă similară, dar o accelerație mai bună. În ceea ce privește economia de combustibil, ambele mașini erau apropiate, fiind depășite de Ford Escort 1300 Super, care a fost, de asemenea, inclus în comparație. Prețul recomandat de producător pentru Fiat era de 876 de lire sterline, ușor mai mare decât cele 830 de lire sterline pentru Morris 1300 și 838 de lire sterline pentru Escort. Testele au lăudat spațiul interior generos al Fiat 128 și performanțele excelente ale sale, însă zgomotul produs de vânt și de carosabil era redus, dar nu și zgomotul motorului.

## Versiuni

### 128 Rally
Fiat 128 Rally a fost o versiune sportivă a modelului Fiat 128, cu caroserie cu două uși. A fost prezentată pentru prima dată la Salonul Auto de la Geneva în martie 1971 și a fost produsă până în 1974.
Motorul utilizat în Fiat 128 Rally, denumit 128 AR, era un motor de 1,3 litri, în comparație cu motorul de 1,1 litri al versiunii obișnuite a modelului 128. Pentru a obține cilindreea mai mare, diametrul cilindrilor a fost mărit cu 6 mm până la 86 mm, păstrând aceeași cursă de 55,5 mm, ceea ce a dus la o capacitate totală de 1.290 cmc. Motorul era echipat cu un carburator Weber 32 DMTR cu două venturi, distribuție revizuită a supapelor și un raport de compresie ușor mai mare de 8,9:1. Puterea motorului era de 67 de cai putere metrică (49 kW; 66 CP) la 6.200 rpm și cuplul maxim de 88 de N⋅m la 4.000 rpm.
În plus față de modificările la motor, Fiat 128 Rally a beneficiat și de alte îmbunătățiri mecanice, precum adăugarea unui servo-asistat de vid pentru frâne, o placă de protecție a motorului, anvelope mai performante, rapoarte de viteză revizuite pentru transmisia cu 4 trepte, o baterie cu capacitate mai mare și un alternator în locul dinamului.
Modelul Fiat 128 Rally se diferenția de alte versiuni ale modelului 128 prin anumite caracteristici exterioare distincte. Partea frontală a mașinii avea o grilă neagră a radiatorului, care purta emblema rotundă Fiat specifică mașinilor sport ale mărcii. Barele de protecție divizate erau unite printr-o bară tubulară din oțel, iar pe bara de protecție erau montate faruri cu halogen și lămpi auxiliare. În partea din spate, lămpile spate duble și rotunde înlocuiau cele pătrate de pe versiunea obișnuită a modelului 128 cu două uși. Inscripția "Rally" pe capotă și pe capacul portbagajului, precum și dungile de-a lungul pragurilor laterale, contribuiau la aspectul sportiv al mașinii.
Interiorul modelului 128 Rally era tapițat în piele neagră, iar tabloul de bord găzduia instrumente de bord îmbunătățite. Un tahometru era echipament standard, iar indicatoarele de temperatură a apei și de presiune a uleiului înlocuiau scrumierele și erau mutate pe consola centrală. Scaunele sport din față erau prevăzute cu tetiere, iar volanul era un volan sport cu două spițe.
În octombrie 1972, Fiat a adus mai multe actualizări pentru întreaga gamă 128, inclusiv pentru modelul 128 Rally. În mod particular, modelul Rally a primit o nouă tapițerie, constând în piele artificială cu centre de scaune din pânză, și o protecție din plastic negru pe tubul de protecție față.

### 128 Coupé and 3P
La Salonul Auto de la Torino din noiembrie 1971, Fiat a prezentat modelul 128 Coupé, cunoscut și sub numele de 128 Sport. Acesta era un coupé cu 2 uși și 4 locuri, bazat pe un șasiu scurtat al modelului 128. Producția acestui model a avut loc până în 1975, dar vânzările au scăzut considerabil în ultimii ani, în favoarea modelului X1/9 cu motor central. Pentru a evita plata unui comision către Bertone pentru fiecare X1/9 vândut, Fiat a decis să ofere o alternativă internă sub forma coupeului hatchback actualizat 128 3P. „3P” este prescurtarea de la „Tre Porte”, care înseamnă „Trei uși” în italiană.
Varianta Coupé era disponibilă cu două motoare diferite (1100 și 1300) și în două niveluri de echipare (S și SL), oferind astfel patru variante în total. În versiunea de bază „S”, coupé-ul avea faruri față simple dreptunghiulare, iar jantele și capacele de butuc erau preluate de la modelul berlină. În varianta mai scumpă „SL” (Sport Lusso), se distingeau farurile rotunde cvadruple, o grilă specifică, jante sport din oțel fără capace de butuc, ornamente cromate pentru marginea geamurilor, mânerele ușilor și capacul rezervorului de combustibil, precum și dungi decorative negre pe praguri și pe panoul posterior. În interior, se regăseau volane îmbrăcate în piele artificială, tapițerie din piele artificială perforată, un instrumentar de bord extins cu patru indicatoare, mochetă cu bucle și tapițerie neagră. 
Cele două motoare disponibile pentru modelul Fiat 128 Coupé au fost dezvoltate pe baza unităților de pe modelele 128 Saloon și 128 Rally. Ambele motoare au fost echipate cu carburatoare cu două etaloane și un colector de evacuare din două piese. Motorul de 1100 cmc dezvolta o putere de 63 CP la 6.000 rpm și un cuplu de 81 N⋅m la 3.800 rpm. În schimb, motorul de 1300 cmc producea 74 CP la 6.600 rpm și un cuplu de 92 N⋅m la 3.800 rpm. Viteza maximă atinsă de aceste motoare era de peste 150 km/h și, respectiv, 160 km/h.
În comparație cu modelul berlinei 128, coupé-ul avea un ampatament mai scurt cu 23 cm, măsurând 2.223 mm. Lățimea șenilei era mai mare cu 20 mm în față și mai mică cu 45 mm în spate. Suspensia modelului era similară cu cea a modelului 128, cu o configurație complet independentă, cu excepția barei antiruliu față, care a fost înlocuită cu tije radius. Sistemul de frânare era compus din discuri în față și tamburi în spate. Pentru o eficiență sporită, discurile față aveau un diametru mai mic și s-a introdus un servomotor cu vid, fiind prima dată când a fost utilizat pe modelul 128 Rally.

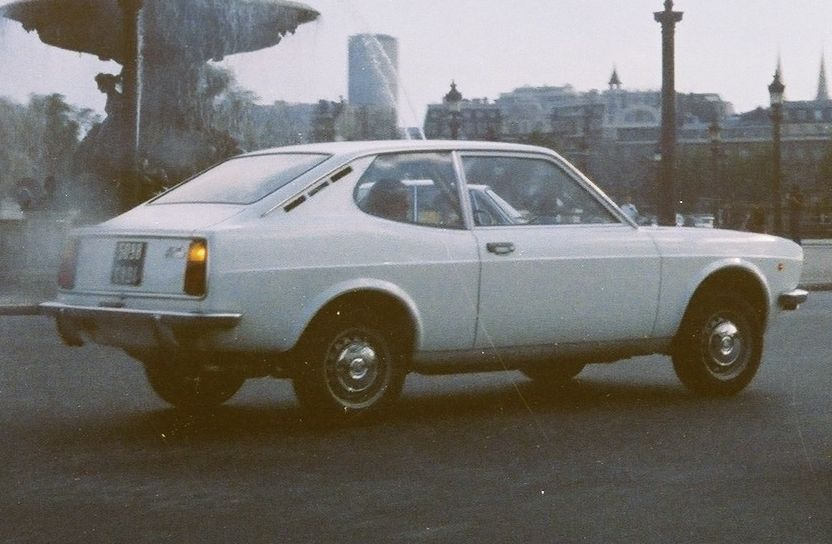
Fiat 128 Coupé SL
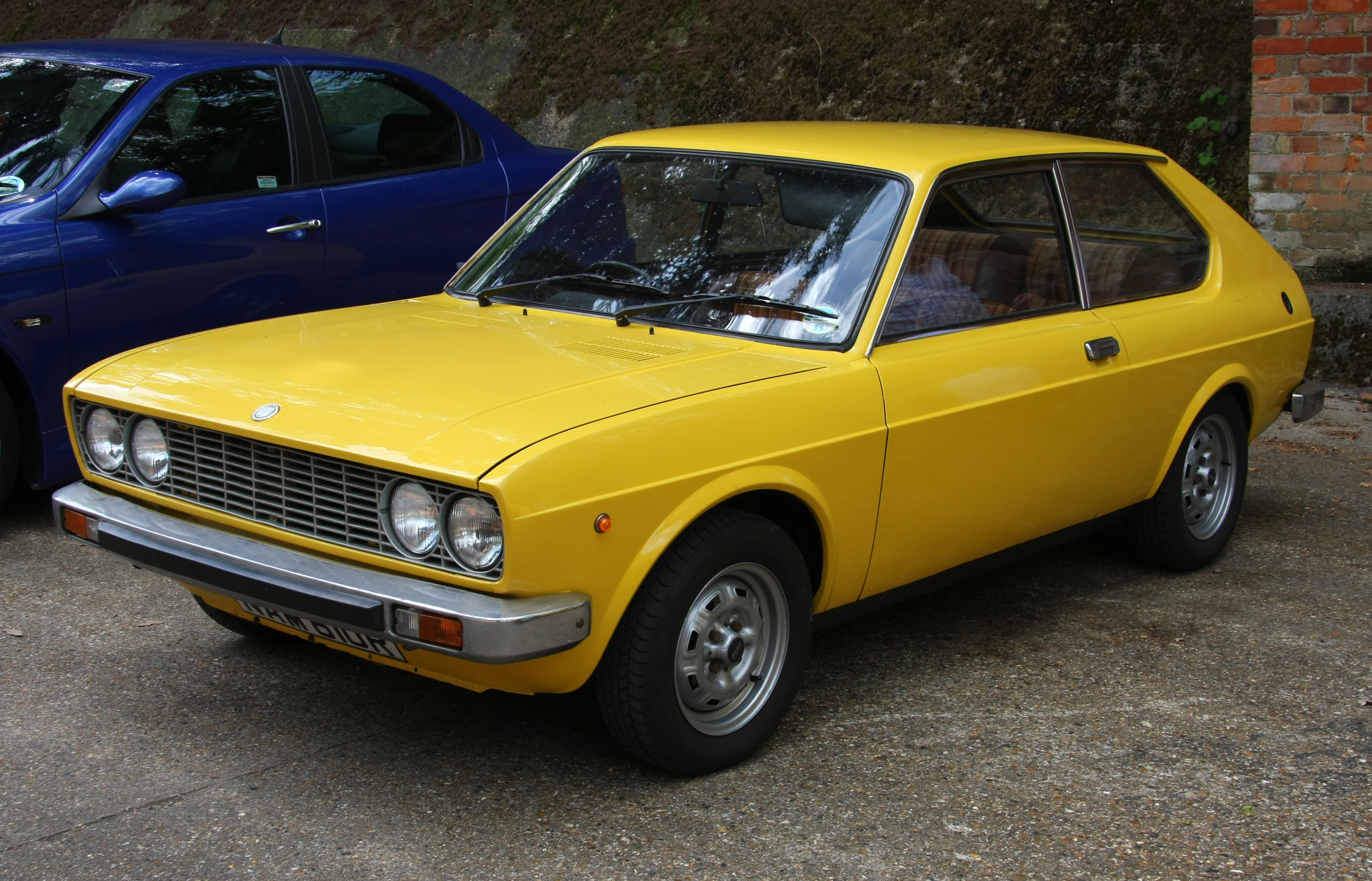
Fiat 128 3P
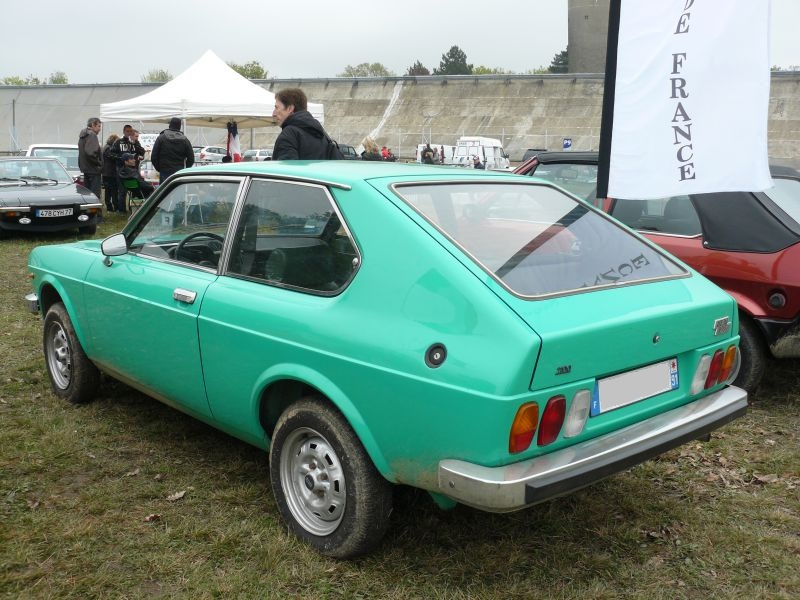
Fiat 128 3P „Berlinetta” (coupé cu 3 uși)

## Producție sub licență

### Argentina
În Argentina, modelul Fiat 128 a fost produs de către Sevel Argentina în perioada 1971-1990. Acesta era disponibil în două variante: sedan cu patru uși și vagon cu cinci uși, cunoscut sub numele de Fiat 128 Rural, o variantă unică pentru piața argentiniană. Pe parcursul producției, au fost oferite diverse ornamente și versiuni, inclusiv seria sport IAVA, care a avut succes în rândul consumatorilor.
În anul 1983, mașina a primit un facelift care a inclus modificări la faruri, lămpi spate și grilă frontală. Această versiune actualizată a fost comercializată sub numele de Fiat Super Europa, menționându-se astfel caracteristicile sale îmbunătățite.

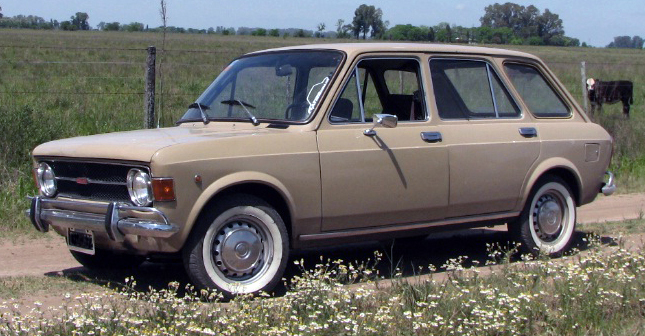
Fiat 128 Rural 5-uși
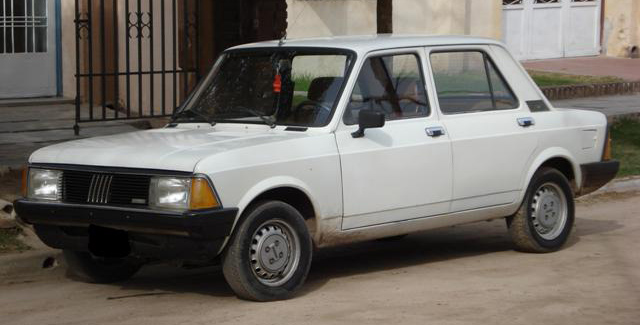
Fiat 128 Super Europa
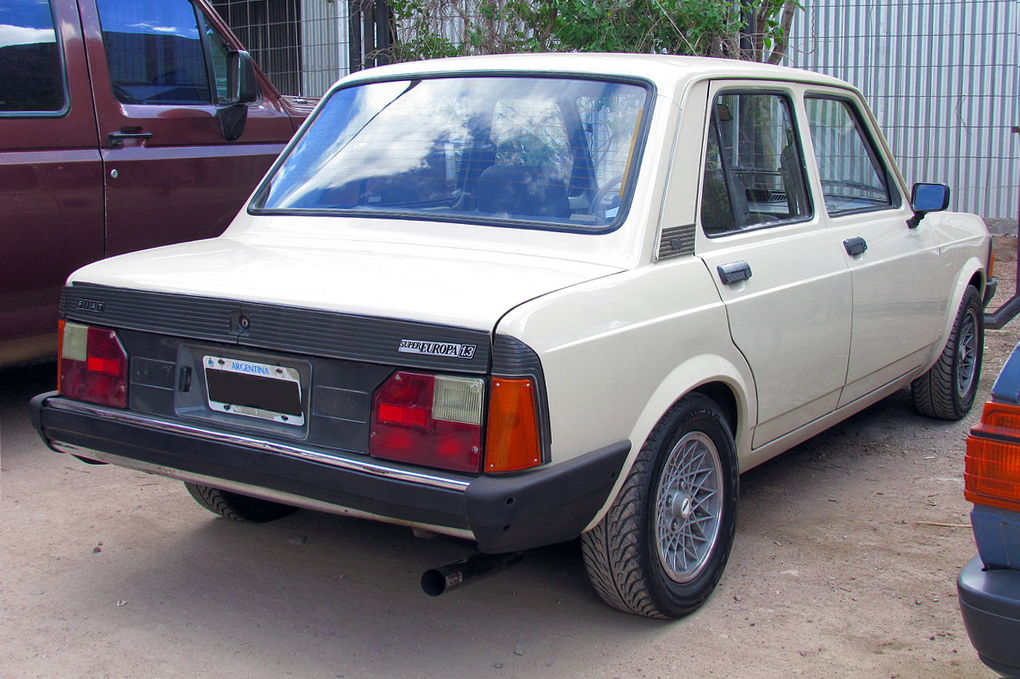
Vedere din spate a modelului Fiat Super Europa 1.3 din 1988

### Colombia
În Columbia, modelul Fiat 128 a fost produs de către "Compañía Colombiana Automotriz" din Bogota în perioada 1973-1980. Acesta a fost disponibil exclusiv ca sedan cu patru uși. Între anii 1973 și 1978, a fost comercializat sub denumirea de Fiat 128 L și era echipat cu un motor cu patru cilindri de 1.300 cmc.
Începând cu anul 1978, a fost introdusă o variantă nouă denumită Fiat 128 San Remo, care era echipată cu un motor de 1.100 cmc. 

### Egipt
Până în anul 2009, kiturile CKD (Completely Knocked Down) pentru modelul Fiat 128 au fost fabricate de către compania auto egipteană Nasr sub denumirea de Nasr 128. Kiturile CKD reprezintă seturi de componente ale mașinii care sunt fabricate și trimise într-o altă țară pentru a fi asamblate local. Astfel, Nasr a asamblat și produs mașini sub numele de Nasr 128 în Egipt pe baza kiturilor furnizate de Zastava.

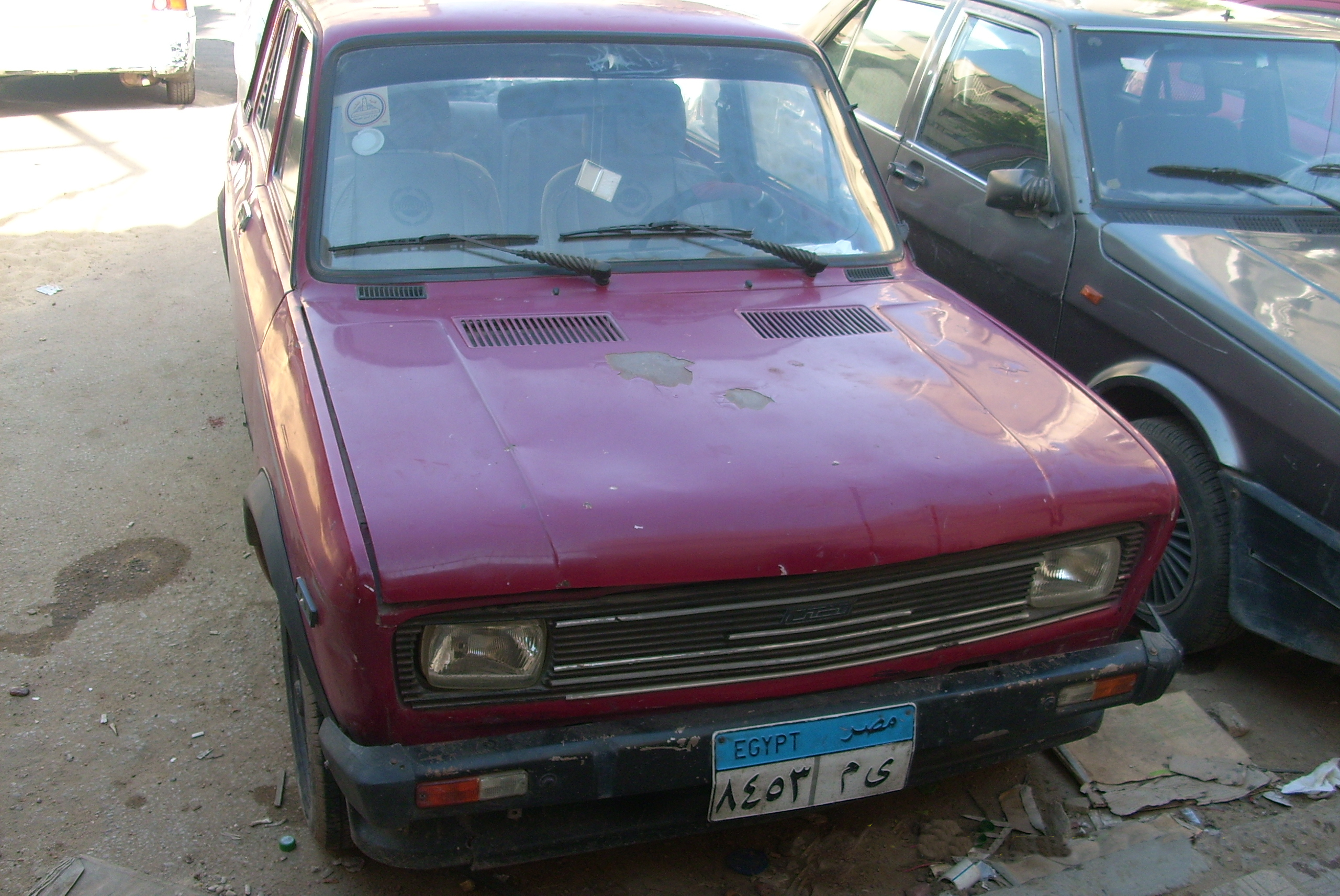
Nasr 128

### Polonia
Modelul 128 a fost fabricat în Polonia sub numele de Zastava 1100p de către FSO între 1971 și 1976.

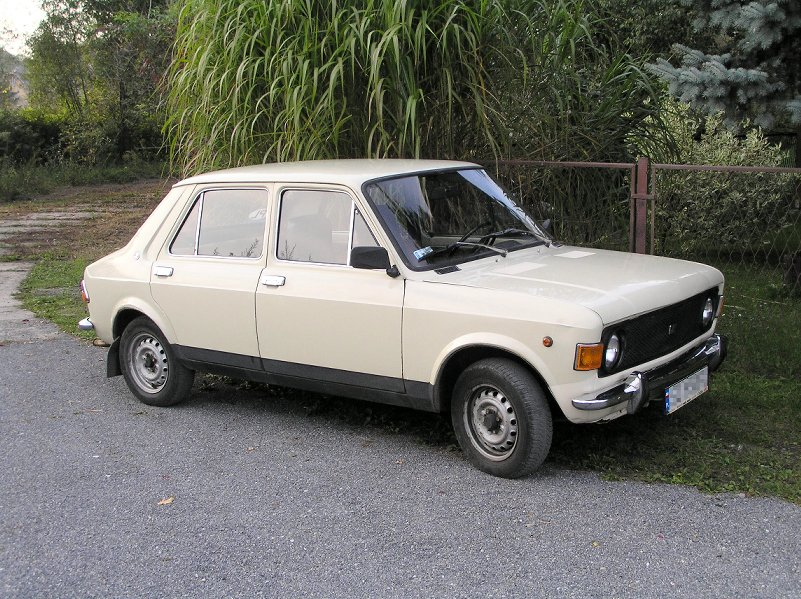
Zastava 1100p

### Serbia
Modelul Fiat 128 a servit ca bază pentru gama de automobile Zastava 128 (sedan cu patru uși) și Zastava 101 (hatchback cu trei și cinci uși) fabricate de compania „Zastava Automobili” din Serbia. Aceste vehicule Zastava 128 și Zastava 101 au fost disponibile în Europa în anii '70. În Marea Britanie, au fost comercializate trei variante: un hatchback cu trei uși (Zastava Yugo 311/313), o berlină cu patru uși (Zastava Yugo 411/413) și un hatchback cu cinci uși (Zastava Yugo 511/513). Datorită prețului accesibil, aceste modele Zastava au câștigat popularitate, iar producția lor s-a încheiat în noiembrie 2008.

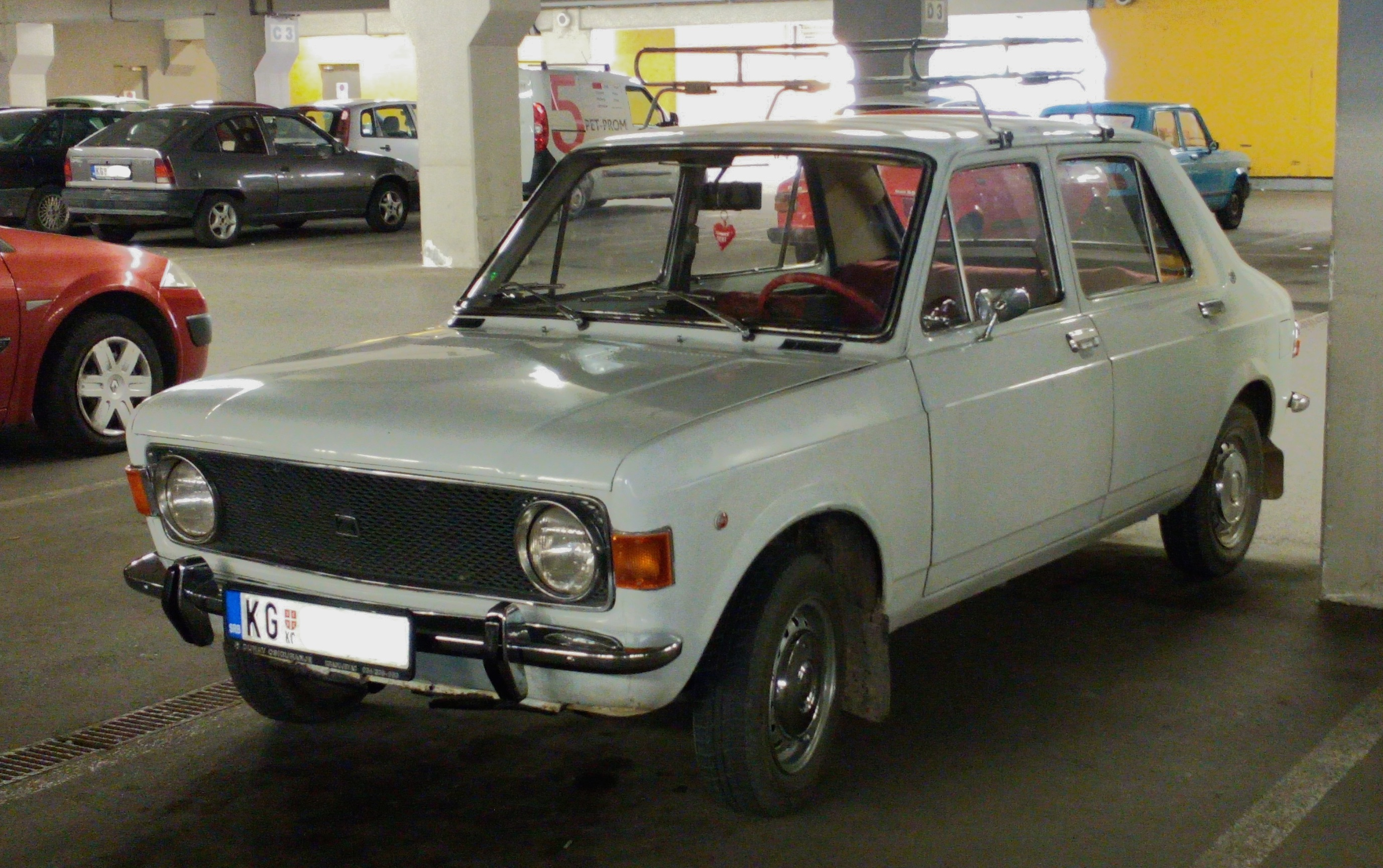
Zastava 101
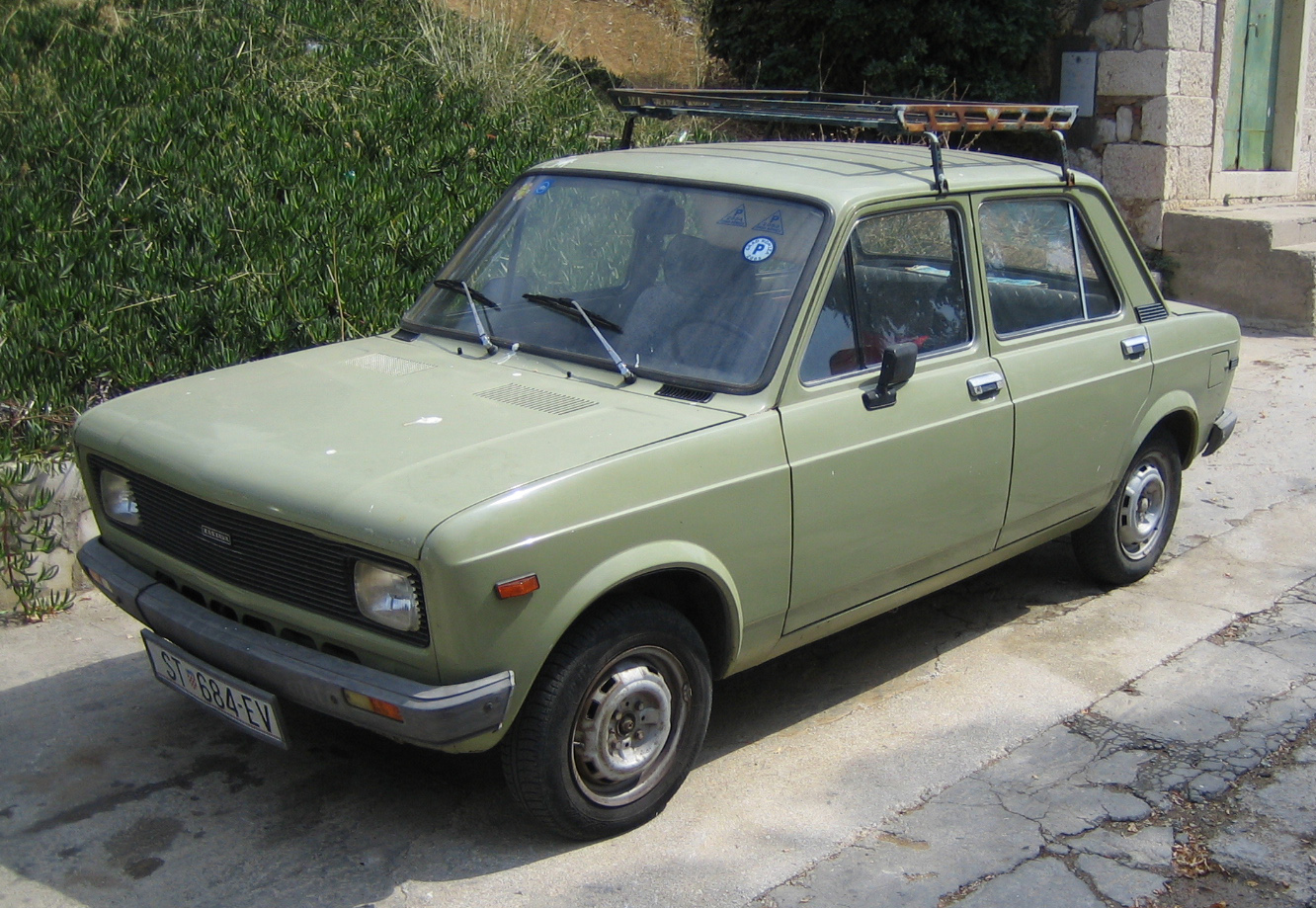
Zastava 128
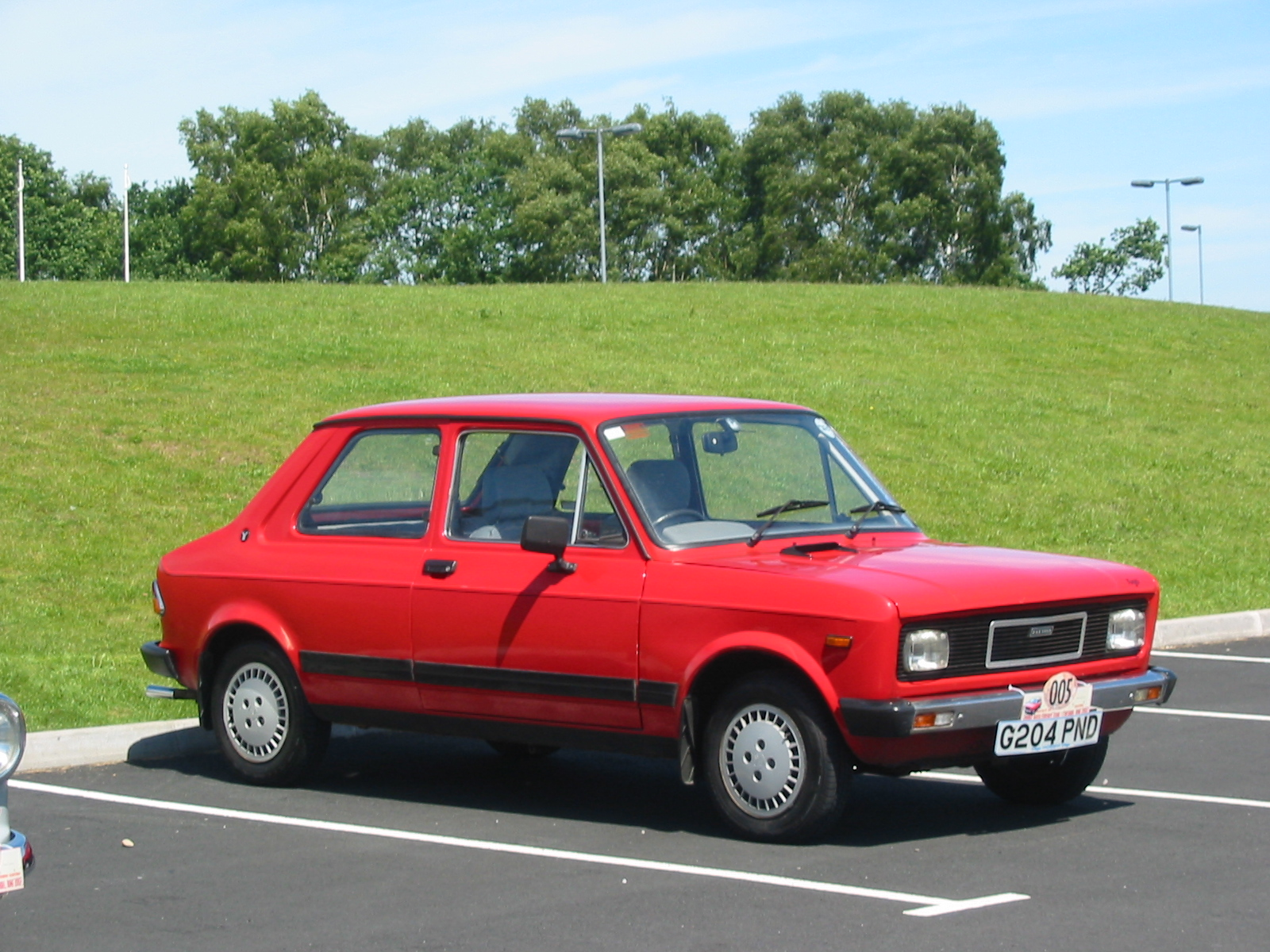
Zastava Yugo Skala 55
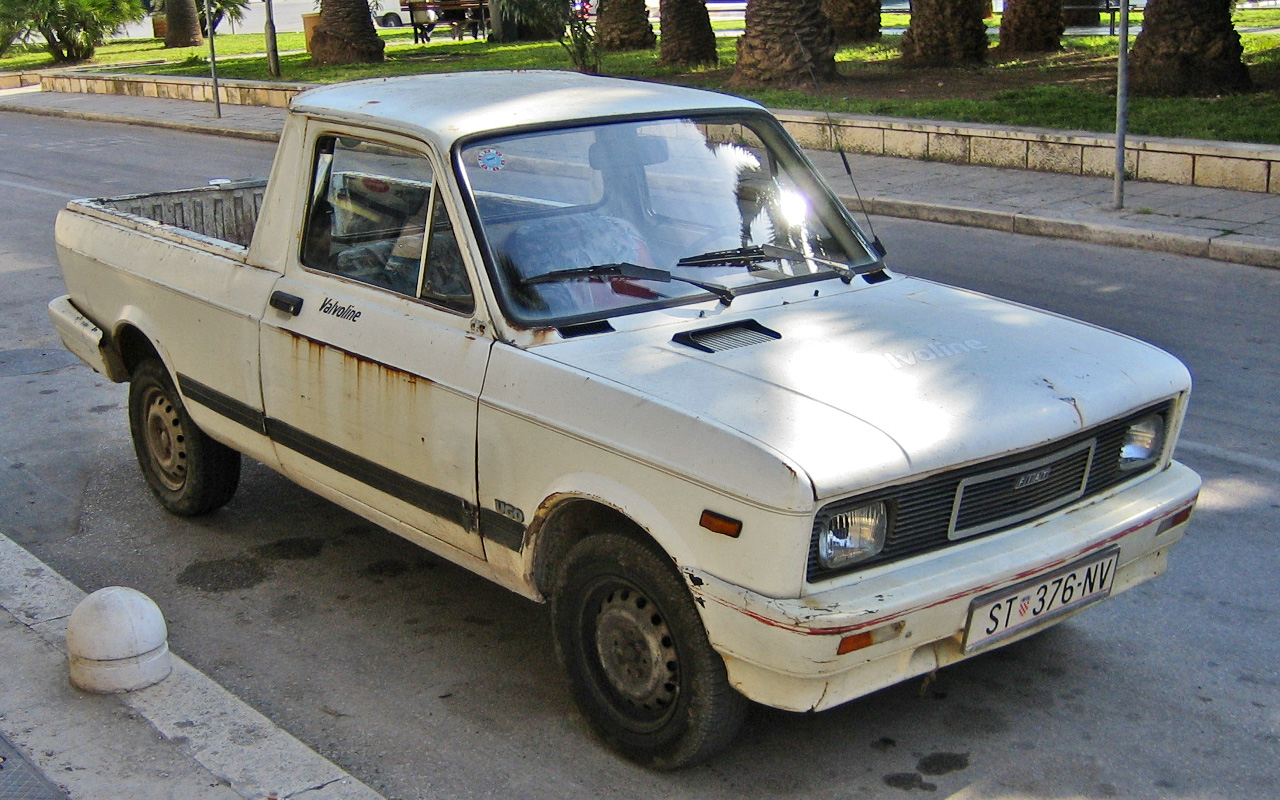
Zastava Skala Pick-Up comercializat sub denumirea de „Zastava Poly”

### Africa de Sud
În Africa de Sud, Fiat a creat o versiune pick-up în Italia pentru a concura în populara categorie "Bakkie" din această țară. Această versiune a intrat în producție în 1978. Pick-up-ul Fiat 128 avea capacitatea de a suporta o sarcină utilă de 500 kg  și se baza pe platforma modelului break. La cererea dealerilor, rezervorul de combustibil a fost mărit la 52 de litri, pentru a oferi o autonomie mai mare.

### Spania
În Spania, SEAT, compania auto locală, a produs propria versiune a coupe-ului berlinetta bazat pe Fiat 128, cunoscut sub numele de SEAT 128 3P. Acest model a fost disponibil în două opțiuni de motorizare: un motor de 1,2 litri și un motor mai puternic, faimosul motor 1430 de la SEAT 1430. Sub denumirea de „Three Times SEAT”, SEAT 128 3P a fost promovat ca o mașină care combină în mod triplu sportivitatea, versatilitatea și designul atractiv.
Cu toate acestea, SEAT 128 nu a cunoscut un succes comercial semnificativ. În perioada 1976-1980, au fost produse un total de 31.893 de exemplare SEAT 128. 

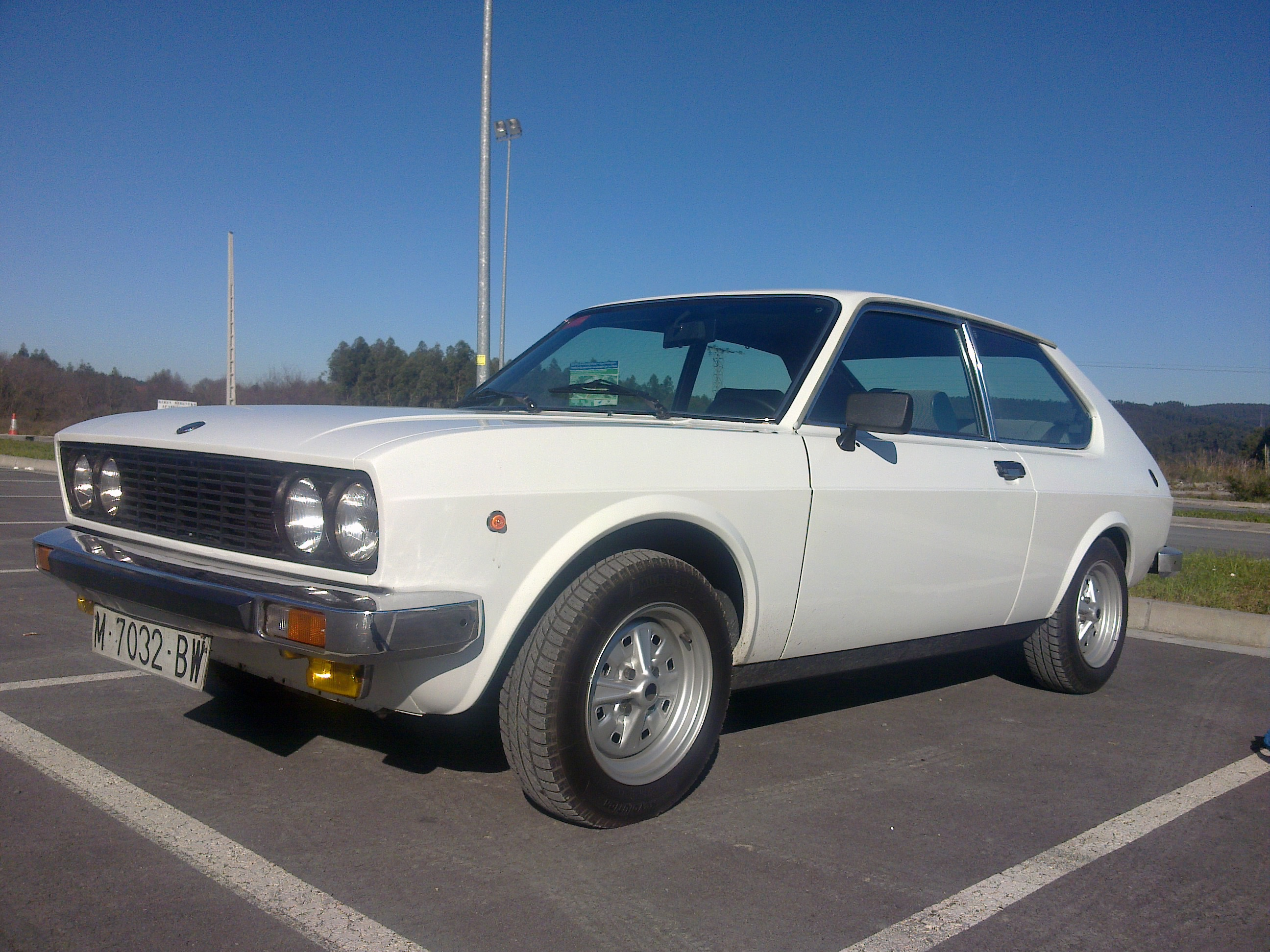
SEAT 128 3P
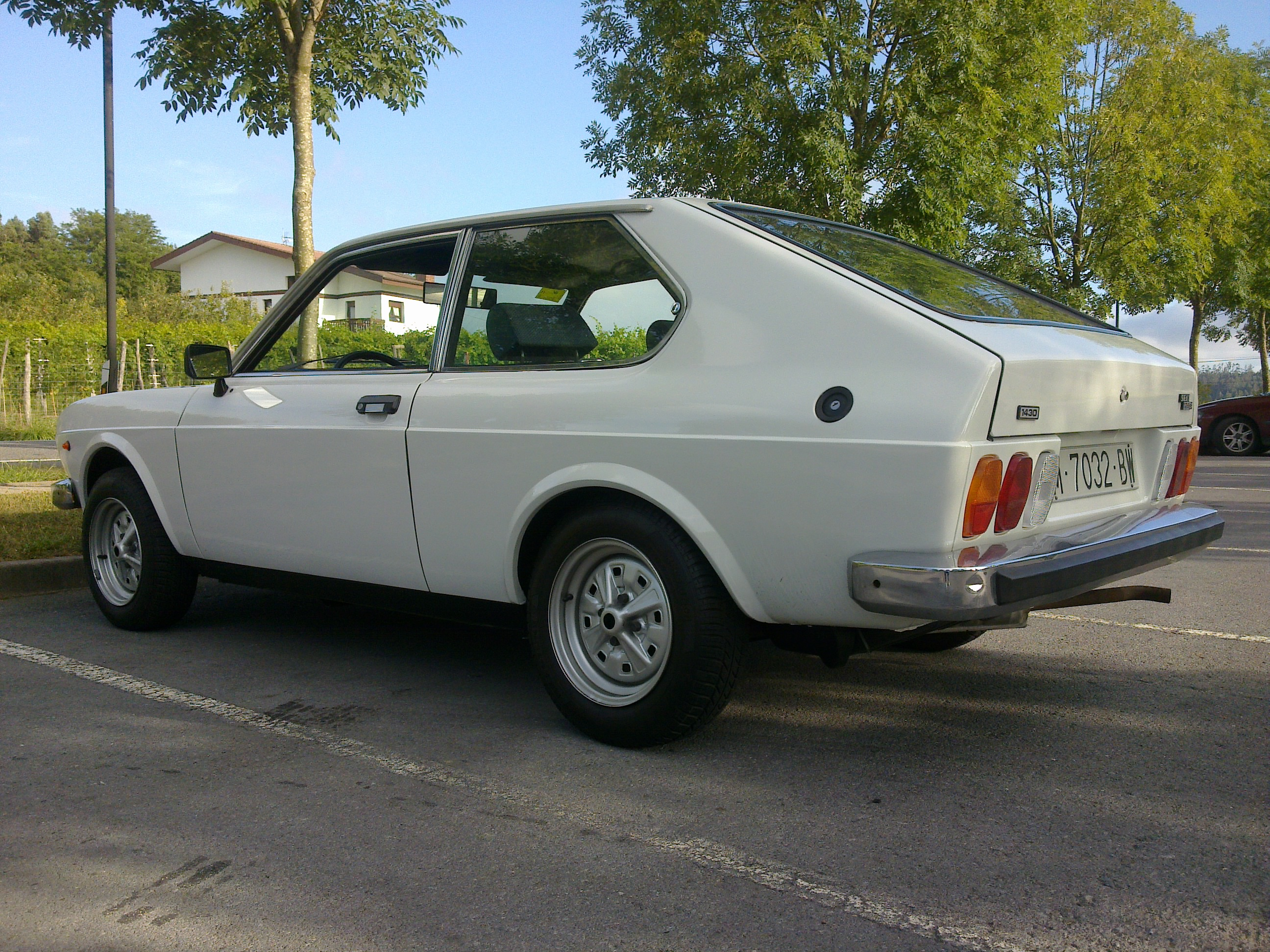
SEAT 128 3P

### Sri Lanka
În Sri Lanka, Fiat 128 a fost fabricat de Upali Motor Company până în 1978. Această mașină era cunoscută în mod obișnuit sub numele de Upali Fiat.

## Autoturisme dezvoltate pe baza FIAT 128

### Fiat X1/9
Fiat X1/9 este un automobil sport cu două locuri și motor central, care a fost proiectat de Bertone și fabricat inițial de către Fiat între anii 1972 și 1982. Ulterior, producția a fost preluată de către Bertone și a continuat între anii 1982 și 1989.
Designul său se bazează pe motorul Fiat SOHC și transmisia provenite de la Fiat 128 cu tracțiune față. Cu toate acestea, în cazul modelului X1/9, motorul și transmisia au fost amplasate în partea din spate a habitaclului, chiar în fața punții spate, oferind astfel o configurație cu motor central. Această amplasare a permis obținerea unei distribuții echilibrate a greutății și a contribuit la manevrabilitatea excelentă a mașinii.
Cu un motor și o cutie de viteze montate transversal într-o configurație centrală, și cu tracțiunea pe roțile din spate, Fiat X1/9 a devenit cunoscut pentru manevrabilitatea sa superioară. 

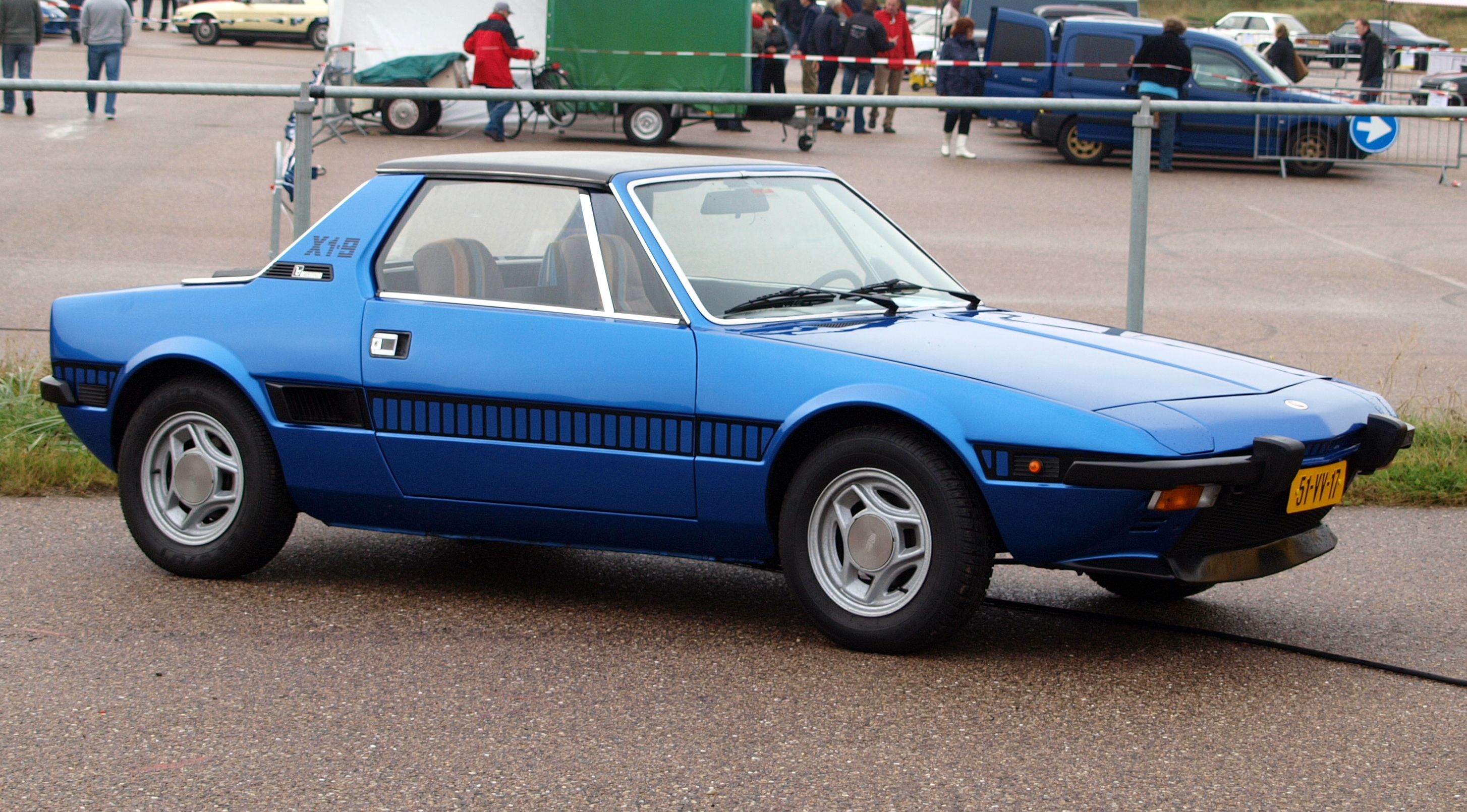
1978 Fiat X1/9
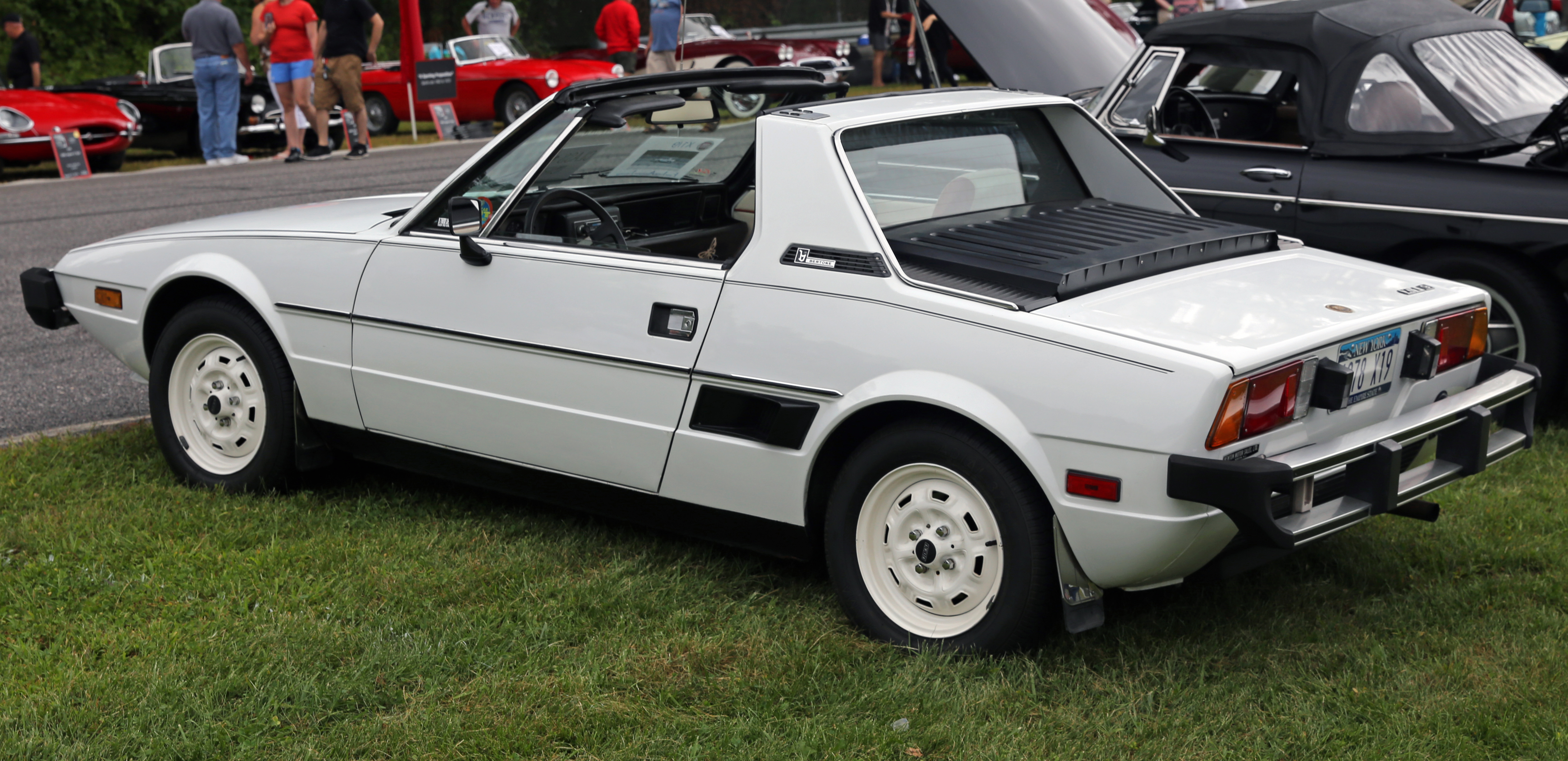
1978 Fiat X1/9

### Moretti 128
Moretti Motor Company, cu sediul în Torino, Italia, a produs versiunea Moretti 128 bazată pe Fiat 128, în variantele coupé și cabriolet. Aceste mașini au fost construite în fabricile de pe via Monginevro într-un mod semi-handmade, adică asamblate la comandă, fără a urma un lanț de producție standard. Producția lor a fost extrem de limitată, cu mai puțin de o sută de exemplare fabricate. La momentul lansării în 1969, prețul era de aproximativ 1.500.000 de lire italiene.
Interiorul mașinilor Moretti 128 era extrem de atent finisat și putea fi personalizat cu numeroase accesorii, cum ar fi volanul sport, geamuri electrice și tapițerie din piele. În 1975, cele două modele au suferit o ușoară restilizare, care a inclus introducerea de noi bare de protecție mai late și de culoare neagră. De asemenea, acestea au fost echipate cu motorul de 1290 cm³ și 60 CP.

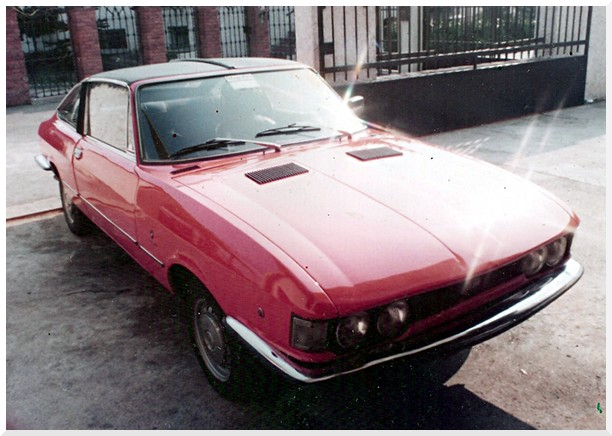
Moretti 128 Coupé
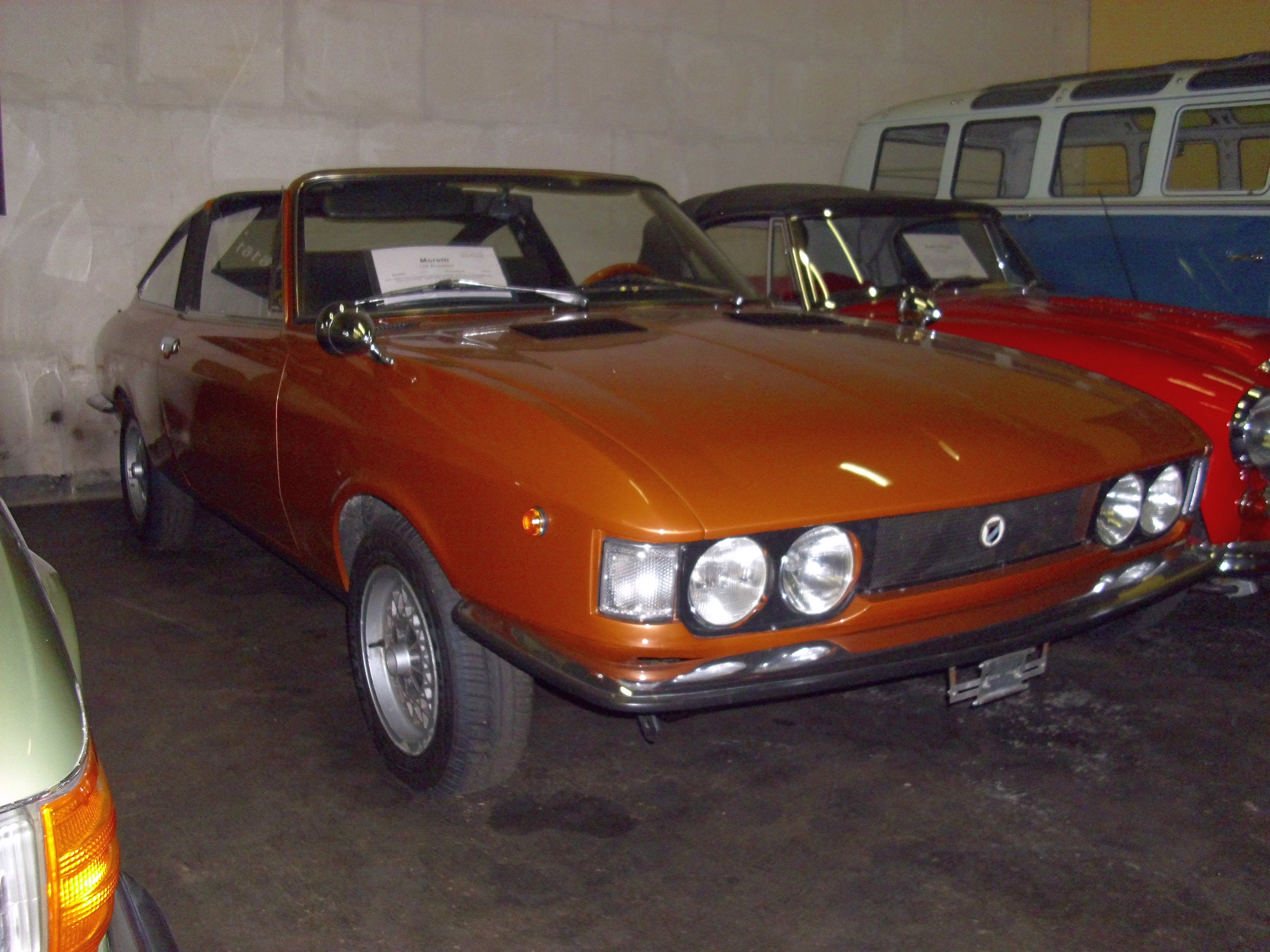
Moretti 128 Targa

### Sears XDH-1
Sears XDH-1 este o mașină electrică experimentală care a fost construită în 1977 pentru a sărbători a zecea aniversare a mărcii de baterii auto DieHard. Acest vehicul a fost realizat în colaborare cu furnizorul de baterii Johnson Controls (Globe Union) și a fost bazat pe modelul Fiat 128 Coupé.
Sears XDH-1 a fost echipat cu 20 de baterii DieHard. Acestea au fost folosite pentru a alimenta motorul electric al mașinii. Detaliile tehnice specifice ale motorului electric nu sunt disponibile în informațiile furnizate.